# Juan Morales
Pour les articles homonymes, voir Morales.
Juan Morales Hechevarria, né le 12 juillet 1948 à Santiago de Cuba, est un ancien athlète cubain qui courait surtout sur 110 m haies et en relais.
Avec ses compatriotes Hermes Ramírez, Pablo Montes et Enrique Figuerola, il remporta l'argent en relais 4 × 100 m aux Jeux olympiques d'été de 1968 à Mexico derrière le relais américain. Il termina aussi quatrième sur 100 m lors de cette édition.

## Palmarès

### Jeux olympiques d'été
- Jeux olympiques d'été de 1968 à Mexico ( Mexique)
  -  Médaille d'argent en relais 4 × 100 m
- Jeux olympiques d'été de 1972 à Munich ( Allemagne de l'Ouest)
  - éliminé en demi-finale du relais 4 × 100 m

### Jeux panaméricains
- Jeux Panaméricains de 1967 à Winnipeg ( Canada)
  -  Médaille de bronze sur 110 m haies
- Jeux Panaméricains de 1971 à Cali ( Colombie)
  -  Médaille de bronze sur 110 m haies